# Konsensdemokratie
Die Konsensdemokratie, auch Konsensusdemokratie (lateinisch consensus ‚Zustimmung, Übereinstimmung der Meinungen‘), ist eine Demokratieform der Demokratietheorie, die Arend Lijphart 1984 entwickelte. Die Konsensdemokratie weist eine ausgeprägte Machtteilung in der Exekutive auf, ein Kräftegleichgewicht zwischen Exekutive und Legislative, ein gleichberechtigtes Zwei-Kammer-System, ein Vielparteiensystem mit Verhältniswahlrecht, einen föderalistischen, dezentralisierten Staatsaufbau, eine starre, nur durch Zweidrittelmehrheit zu ändernde Verfassung, sowie eine starke richterliche Prüfung der Gesetzgebung und eine unabhängige Zentralbank. Das Gegenteil der Konsensdemokratie ist die Mehrheitsdemokratie.
Wie bei ähnlichen Konzepten von Verhandlungsdemokratie, Konkordanzdemokratie und Proporzdemokratie wird bei der Konsensdemokratie anstelle der Machtausübung durch die Mehrheit der Dialog und Konsens zwischen allen angestrebt. Ziel ist, für politische Entscheidungen einen möglichst breiten gesellschaftlichen Konsens herzustellen und auch Vertreter von Minderheitsmeinungen einzubinden.

## Hintergrund
Das Streben nach Konsensus, also über das Prinzip der Mehrheitsentscheidung hinauszugehen, ist eine bewusste Anstrengung segmentärer Gesellschaften. Es ist einfacher, eine mehrheitliche Übereinstimmung herzustellen als einen Konsensus zu erreichen. Diese Tatsache ist den Beteiligten bewusst, aber sie verwerfen den Weg des geringsten Widerstands aus folgendem Grund: Für sie ist die Meinung der Mehrheit an sich keine ausreichende Basis zur Entscheidungsfindung, weil dabei der Minderheit das Recht darauf vorenthalten wird, dass sich in der gegebenen Entscheidung auch ihr Wille widerspiegelt.
Oder um es mit den Begriffen des Konzepts der Repräsentation auszudrücken: Es entzieht der Minderheit das Recht auf Repräsentation in der fraglichen Entscheidung. Repräsentiert zu sein gilt in Konsensdemokratien als menschliches Grundrecht. Jeder Mensch hat also das Recht, nicht nur im Rat repräsentiert zu werden, sondern auch im Prozess des Beratschlagens selbst in Bezug auf jede Sache, die für seine Interessen oder die seiner Gruppe relevant ist. Aus diesem Grund ist das Konsensprinzip so wichtig. Als pragmatischer Grund wird angeführt, dass wiederholtes Nicht-repräsentiert-sein zu Unzufriedenheit führt und damit die Balance der Gemeinschaft gefährdet.

## Beispiele für Konsensdemokratien
- die Konkordanzdemokratie in der Schweiz[5]
- das Regierungssystem der Europäischen Union
- die Sozialpolitik Schwedens[6]

## Konsensdemokratie bei indigenen Völkern
Formen von Konsensdemokratie finden und fanden sich häufig bei indigenen Völkern; sie sind typisch für segmentäre Gesellschaften (siehe auch Matriarchat).
Das Gleichgewicht in Konsensdemokratien wird durch das politische Mittel der Konsensbildung ständig erneuert. Dabei werden alle Entscheidungen von allen in Einigungsprozessen getroffen, die zu Einstimmigkeit führen, sowohl auf der Ebene der beiden Geschlechter und des ganzen Clans, wie auch auf der Ebene des Dorfes und des Stammes. Die strukturelle Gliederung von Stammesgesellschaften durch Verwandtschaftsgruppen, die vergleichbar den Segmenten einer Zitrusfrucht kompakte und homogen unterteilte gesellschaftliche Teile bilden, können kraft ihrer Stabilität und Flexibilität trotz des Fehlens von Zentralinstanzen funktionsfähige Großgebilde tragen. So umfassen beispielsweise die nilotischen Nuer etwa 300.000, die westafrikanischen Tiv sogar 700.000 Menschen.
In der kleinsten Einheit, dem Sippenhaus, bilden Frauen und Männer einen Rat, von dem kein Mitglied ausgeschlossen ist. Jede Entscheidung wird nach eingehender Diskussion per Konsens (Übereinstimmung) getroffen. Nun treffen sich Delegierte aus jedem Sippenhaus für den Dorfrat, um die Entscheidungen aus den Sippenhäusern auf Dorfebene zu diskutieren, wobei wiederum Konsens gefunden wird. So geht es weiter zur Stammesebene, die Delegierte der ganzen Nation umfasst.
Es ist hervorzuheben, dass die jeweiligen Delegierten keine Entscheidungsträger sind, sondern dass jede Handlung auf regionaler oder nationaler Ebene von jedem Sippenhaus mitgetragen werden muss. Eine politische Machtanhäufung wird so vermieden. Kenneth Kaunda, der (demokratisch) abgesetzte Staatspräsident Sambias, sagte: „In unseren ursprünglichen Gesellschaften handelten wir nach dem Konsensprinzip. Eine Sache wurde in ernsthaftem Beisammensein so lange durchgesprochen, bis eine Einigung erzielt werden konnte.“

## Vor- und Nachteile der Konsensdemokratie
| Vorteile der Konsensdemokratie | Nachteile der Konsensdemokratie |
| --- | --- |
| - Kontinuität der Politik - Einbindung von Minderheiten - Einbindung und Mitspracherecht aller Interessierten - modellhafter Charakter für Gesellschaften mit heterogener politischer Kultur. | - Rasche Entscheidungen, welche unter besonderen Umständen (z. B. Krieg, Naturkatastrophen) notwendig werden können, könnten verzögert werden - Eventuell zu weit gehende Berücksichtigung der Interessen von Minderheiten - Möglicherweise hoher Zeitaufwand und persönliche Unzufriedenheit über fehlende Fortschritte zum Handlungsziel, die zur Abwanderung einiger Mitdenker führen können („Braindrain“) - anfangs aufwändige Beschäftigung mit Verfahrensfragen |